# Мартин, Агнес
А́гнес Ма́ртин (англ. Agnes Martin; 22 марта 1912 — 16 декабря 2004) — канадско-американский живописец. Её работы были описаны как «эссе о внутренней силе и тишине». Творчество этой художницы часто относят к минимализму, сама Мартин считала себя абстрактным экспрессионистом. В 1998 году она была награждена национальной медалью США в области искусств от национального фонда искусств. В 2004 году она была избрана членом Королевской канадской академии искусств.

## Биография и творчество
Агнес Бернис Мартин родилась в 1912 году в семье шотландских пресвитерианских фермеров в Канаде (Маклин, Саскачеван).  С 1919 года она росла в Ванкувере. В 1931 году переехала в Соединённые Штаты, чтобы помогать своей беременной сестре Мирабель в Беллингхеме, штат Вашингтон.
Агнес Мартин предпочла американское высшее образование и получила гражданство США в 1950 году. А. Мартин училась в Педагогическом колледже Университета Западного Вашингтона в Беллингхеме, штат Вашингтон, до получения степени бакалавра искусств (1942) педагогического колледжа Колумбийского университета. Живя в Нью-Йорке, Агнес Мартин заинтересовалась современным искусством и познакомилась с такими художниками, как Аршил Горки (1904–1948), Адольф Готлиб (1903–1974) и Джоан Миро (1893–1983). Она взяла множество студийных занятий в педагогическом колледже и начала серьёзно задумываться о карьере художника.
В 1947 году она посещала Летнюю полевую школу Университета Нью-Мексико в Таосе, штат Нью-Мексико. После прослушивания лекций дзен-буддийского ученого Д.Т. Судзуки в Колумбийском университете она заинтересовалась азиатской мыслью не как религиозной дисциплиной, а как этическим кодексом, практическим руководством по прохождению жизненного пути. Через несколько лет после окончания школы Мартин поступила в Университет Нью-Мексико в Альбукерке, где также преподавала курсы искусства, а затем вернулась в Колумбийский университет, чтобы получить степень магистра (1952) в области современного искусства. Она переехала в Нью-Йорк в 1957 году и жила в лофте в Кунтис-Слип в нижнем Манхэттене. В Кунтис-Слип также жили несколько других художников и располагались их студии. Там было сильное чувство общности, хотя у каждого была своя практика и свой художественный темперамент. Кунтис-Слип также был пристанищем для ЛГБТ-сообщества в 1960-х годах. Предполагается, что в это время Агнес Мартин имела романтические связи с художницей Ленор Тоуни (1907-2007). Пионер своего времени, Агнес Мартин никогда публично не выражала свою сексуальность, но была описана как «скрытая лесбиянка». Биография Agnes Martin: Pioneer, Painter, Icon 2018 года описывает несколько романтических отношений между Мартин и другими женщинами, в том числе и с арт-дилером Бетти Парсонс. А. Мартин часто использовала феминистскую точку зрения, когда критиковала работы коллег-художников. Джале Мансур, историк искусства, заявила, что Мартин была «слишком вовлечена в феминистские отношения на практике, возможно, чтобы объективировать и обозначать их как таковые». Стоит отметить, что сама А. Мартин не считала себя феминисткой и даже однажды сказала в интервью журналистке The New Yorker, что, по её мнению, «женское движение провалилось».
Общеизвестно, что у Агнес Мартин была шизофрения, хотя это и не было документально подтверждено до 1962 года. Она даже однажды выбрала электрошоковую терапию в качестве лечения в больнице Бельвью в Нью-Йорке.  А. Мартин действительно поддерживали её друзья из Кунтис-Слип, которые собрались вместе после одного из её эпизодов, чтобы заручиться помощью уважаемого психиатра, который как коллекционер произведений искусства был другом общества. Однако её борьба была в значительной степени частной и индивидуальной, и полное влияние психического заболевания на её жизнь неизвестно.
В 1967 году Агнес Мартин резко покинула Нью-Йорк, исчезнув из мира искусства, чтобы жить в одиночестве. После восемнадцати месяцев путешествия по Канаде и западу США Мартин поселилась в Меса Порталес, недалеко от Кубы, Нью-Мексико. Она арендовала участок площадью 50 акров и жила простой жизнью в саманном доме, который она построила для себя, добавив к нему ещё четыре здания в течение нескольких  лет. В эти годы она не рисовала до 1971 года, когда к ней обратился куратор выставок Дуглас Кримп, заинтересованный в организации её первой персональной некоммерческой выставки. Впоследствии А. Мартин начала писать и читать лекции о своей работе в различных университетах. Постепенно интерес А. Мартин к живописи возобновился. Она обратилась по поводу своих работ в Pace Gallery, и основатель галереи Арне Глимчер (р. 1938) стал её пожизненным арт-дилером. Наконец-то получив возможность владеть собственной недвижимостью, она переехала в Галистео, штат Нью-Мексико, где прожила до 1993 года. Там же она построила саманный дом, по-прежнему предпочитая аскетичный образ жизни. Хотя она по-прежнему предпочитала уединение и жила одна, А. Мартин была более активна в мире искусства, много путешествовала и выставлялась в Канаде, США и за рубежом. В последние 50 лет жизни художница не читала газет.
В 1993 году она переехала в пансионат в Таосе, где она жила до своей смерти в 2004 году.
Многие из её картин носят положительные названия, такие как «С праздником» (1999) и «Я люблю весь мир» (2000). В интервью в 1989 году, обсуждая свою жизнь и свои картины, Агнес Мартин сказала: «Красота и совершенство - одно и то же. Они никогда не возникают без счастья».

## Карьера
Её творчество наиболее тесно связано с Таосом, причем некоторые из её ранних работ явно вдохновлены пустынной природой Нью-Мексико. Однако также сильно заметно влияние её молодого воспитания в сельской Канаде, особенно в обширных и тихих прериях Саскачевана. Хотя она называла себя американским художником, А. Мартин никогда не забывала о своих канадских корнях, возвращаясь туда после отъезда из Нью-Йорка в 1967 году, а также во время своих обширных путешествий в 1970-х годах. Некоторые из ранних работ А. Мартин были описаны как «упрощенные фермерские поля», а сама А. Мартин оставила свои работы открытыми для интерпретации, поощряя сравнения своих не украшенных, монохроматических полотен с пейзажами.
Она переехала в Нью-Йорк по приглашению художницы/владелицы галереи Бетти Парсонс в 1957 году (женщины встречались до 1954 года). В том же году она поселилась в Кунтис-Слип в нижнем Манхэттене, где жили её друзья и соседи, некоторые из которых также были связаны с Бетти Парсонс, в том числе Роберт Индиана, Эльсуорт Келли, Джек Янгерман и Ленор Тоуни. Барнетт Ньюман активно продвигал работы А. Мартин и помогал оформлять её выставки в галерее Бетти Парсонс начиная с конца 1950-х годов. Другим близким другом и наставником был Эд Рейнхардт. В 1961 году А. Мартин написала краткое введение к брошюре для первой персональной выставки своей подруги Ленор Тоуни - единственный случай, когда она написала о работе коллеги-художника.
В 1967 году Агнес Мартин, как известно, уехала из Нью-Йорка. Среди причин назывались смерть её друга Эда Рейнхардта, снос многих зданий на Кунтис-Слип и разрыв с художницей Хриссой, с которой А. Мартин встречалась на протяжении 1960-х годов. За десять лет жизни в Нью-Йорке А. Мартин часто госпитализировали для борьбы с симптомами шизофрении, которая проявлялась у художницы по-разному, включая слуховые галлюцинации и состояние кататонии: несколько раз она проходила электросудорожную терапию в больнице Бельвью в Нью-Йорке. После того, как А. Мартин покинула Нью-Йорк, она колесила по западу США и Канады, решив на несколько лет поселиться в Кубе, Нью-Мексико (1968-1977), а затем обосновалась в Галистео, Нью-Мексико (1977-1993). В обоих домах в Нью-Мексико она сама строила саманные кирпичные сооружения. А. Мартин вернулась к искусству только в 1973 году и сознательно дистанцировалась от общественной жизни и светских событий, которые привлекали внимание других художников. В 1974 году она сотрудничала с архитектором Биллом Катцем в строительстве бревенчатого домика, который она использовала в качестве своей студии. В том же году она завершила работу над группой новых картин, а с 1975 года они регулярно выставлялись.
В 1976 году она сняла свой первый фильм, «Габриэль», 78-минутный фильм-пейзаж, в котором изображен маленький мальчик на прогулке. Второй фильм, «Плен», так и не был закончен после того, как художница выбросила черновой вариант на городскую свалку.
Согласно интервью, снятому на пленку и вышедшему в 2003 году, она переехала из Нью-Йорка только после того, как ей сообщили, что арендованный ею лофт/рабочее пространство/студия больше не будут доступны из-за предстоящего сноса здания. Далее она заявила, что не может представить себе работу в каком-либо другом помещении в Нью-Йорке.
Эссе в книге, посвященной выставке её работ в Нью-Йорке в The Drawing Center (путешествовавшей и по другим музеям) в 2005 году - 3x abstraction - анализировало духовное измерение в творчестве Мартин. Биография 2018 года Agnes Martin: Pioneer, Painter, Icon стала первой книгой, в которой подробно рассматриваются отношения А. Мартин с женщинами и её ранняя жизнь, и была написана в сотрудничестве с семьей и друзьями Агнесс Мартин.

## Художественный стиль
Помимо нескольких автопортретов и нескольких акварельных пейзажей, ранние работы А. Мартин включали биоморфные картины в приглушенных тонах, выполненные, в период с 1955 по 1957 год, когда художница получила грант на работу в Таосе. Однако она изо всех сил старалась выискивать и уничтожать картины тех лет, когда она делала первые шаги в абстракцию.
Агнес Мартин хвалила Марка Ротко за то, что он «достиг нуля, чтобы ничто не могло встать на пути к истине». Следуя его примеру, А. Мартин также сокращала свои работы до наиболее редуктивных элементов, чтобы стимулировать восприятие совершенства и подчеркнуть трансцендентную реальность. Её фирменный стиль определялся акцентом на линии, сетки и поля чрезвычайно тонких цветов. Особенно в годы своего прорыва в начале 1960-х годов, она создавала квадратные холсты размером 6 × 6 футов, покрытые плотными, мельчайшими и мягко очерченными графитовыми сетками. На выставке «Системная живопись» 1966 года в Музее Соломона Р. Гуггенхайма сетки А. Мартин были отмечены как примеры минималистского искусства и висели среди работ таких художников, как Сол Левитт, Роберт Райман и Дональд Джадд. Будучи минималистскими по форме, эти картины, однако, сильно отличались по духу от картин других её коллег-минималистов, сохраняя мелкие дефекты и безошибочные следы руки художника; она избегала интеллектуализма, отдавая предпочтение личному и духовному. Её живопись, интервью и статьи часто отражают интерес к восточной философии, особенно к даосизму. После 1967 в её творчестве стал доминировать духовный аспект, поэтому она предпочитала, чтобы её называли «абстрактным экспрессионистом».
До переезда в Нью-Мексико Мартин работала только в чёрном, белом и коричневом цветах. Последняя картина перед тем, как она оставила свою карьеру и покинула Нью-Йорк в 1967 году, «Труба», ознаменовала собой отход в том, что единый прямоугольник превратился в общую сетку прямоугольников. На этой картине прямоугольники были нарисованы карандашом поверх неравномерных размывов серой полупрозрачной краски. В 1973 году она вернулась к творчеству и выпустила портфолио из 30 сериграфий «В ясный день». Во время пребывания в Таосе она ввела в свои сетки светлые пастельные размывы, цвета которых переливались в меняющемся свете. Позже А. Мартин уменьшила масштаб своих фирменных квадратных картин с 72 × 72 до 60 × 60 дюймов и перешла к использованию полос небесного цвета. Другим отступлением стало изменение, если не усовершенствование, структуры сетки, которую А. Мартин использовала с конца 1950-х годов. Например, в картине «Без названия № 4» (1994) можно увидеть нежные полосы карандашной линии и первичные цветовые размывки разбавленной акриловой краски, смешанной с грунтом. Линии, которые охватывали эту картину, не были измерены линейкой, а скорее интуитивно отмечены художником. В 1990-е годы симметрия часто уступала место разной ширине горизонтальных полос.

## Выставки
С момента её первой персональной выставки в 1958 году, работы А. Мартин стали предметом более 85 персональных выставок и двух ретроспектив, включая обзор «Агнес Мартин», организованный Музеем американского искусства Уитни, Нью-Йорк, который затем выставлялся на Ямайке (1992-1994) и «Агнес Мартин: Живопись и рисунки 1974-1990», организованный Городским музеем Амстердама с последующими выставками во Франции и Германии (1991-92). В 1998 году Музей изящных искусств в Санта-Фе, Нью-Мексико, представил выставку «Работы Агнес Мартин на бумаге». В 2002 году в Менил Коллекшн, Хьюстон, состоялась выставка «Агнес Мартин: девяностые и последующие». В том же году Музей искусств Харвуда при Университете Нью-Мексико, Пандора, организовал выставку «Агнес Мартин: Картины 2001 года», а также симпозиум, посвященный А. Мартин в связи с её 90-летием.
Помимо участия в многочисленных международных групповых выставках, таких как Венецианская биеннале (1997, 1980, 1976), биеннале Уитни (1995, 1977) и Documenta, Кассель, Германия (1972), А. Мартин была удостоена множества наград, включая премию за жизненные достижения от имени Женской фракции по искусству Ассоциации  колледжей искусств (2005); членства Американской академии искусств и наук (1992); губернаторская премия за выдающиеся достижения в искусстве, присужденная губернатором Гэри Джонсоном, Санта-Фе, Нью-Мексико (1998); Национальная медаль США в области искусства, присужденная президентом Биллом Клинтоном и Национальным фондом искусств (1998); премия «Выдающийся художник» за жизненные достижения, присужденная Ассоциацией искусств колледжей (1998); «Золотой лев» за вклад в современное искусство на Венецианской биеннале (1997); премия Оскара Кокошки, присужденная правительством Австрии (1992); премия Алексея фон Явленского, присужденная городом Висбаден, Германия (1991); избрание в Американскую академию и Институт искусств и литературы, Нью-Йорк (1989).
После её смерти в 2004 году продолжаются выставки, в том числе Agnes Martin: Closing the Circle, Early and Late в Pace Gallery. Другие выставки проходили в Нью-Йорке, Цюрихе, Лондоне, Дублине, Эдинбурге, Кембридже (Англия), Аспене, Альбукерке, Британской Колумбии в Канаде. В 2012 году Музей искусств Харвуда в Таосе, Нью-Мексико, Университет Нью-Мексико открыл выставку под названием «Agnes Martin Before the Grid» в честь ее столетнего юбилея. Эта выставка стала первой, посвященной творчеству и жизни Мартин до 1960 года. Экспозиция сфокусирована на многих, никогда ранее не виденных работах, созданных Мартин в Колумбии, Кунтис-Слип и в первые годы жизни в Нью-Мексико. Также впервые были рассмотрены проблемы А. Мартин с психическим здоровьем, сексуальность и важные отношения А. Мартин с Эйдом Рейнхардтом. В 2015 году в Тейт-Модерн прошла ретроспектива ее жизни и карьеры с 1950-х годов до последней работы в 2004 году, которая после выставки в Лондоне отправится в другие музеи. В Музее искусств Мичиганского университета А. Мартин была представлена на выставке «Reductive Minimalism: Women Artists in Dialogue, 1960-2014», которая рассматривала два поколения минималистского искусства бок о бок, с октября 2014 по январь 2015 года. В выставке участвовали Энн Труитт, Мэри Корс, а также современные художницы Ширазех Хоушиари и Томма Абтс.
Она также была представлена на выставке «Белое на белом: Цвет, сцена и пространство» в Музее современного искусства города Хиросима. С октября 2015 года по апрель 2016 года работы А. Мартин выставлялись на выставке «Opening the Box: Unpacking Minimalism» в The George Economou Collection в Афинах, Греция, вместе с Дэном Флавином и Дональдом Джаддом. С 2015 по 2017 год она провела многочисленные персональные выставки, некоторые из которых проходили в Художественном музее Аспена, Тейт Модерн в Лондоне, Центре K20, Художественном собрании земли Северный Рейн — Вестфалия в Дюссельдорфе, Музее искусств округа Лос-Анджелес, Музее Соломона Гуггенхейма в Верхнем Ист-Сайде, во Дворце губернаторов, Музее истории Нью-Мексико в Санта-Фе. Она была представлена на продолжающейся выставке «Intuitive Progression» в Центре искусств Фишера Ландау в Лонг-Айленд-Сити, Нью-Йорк, с февраля 2017 года по август 2017 года.
В 2016 году ретроспективная выставка ее работ с 1950-х по 2004 год была представлена в Музее Соломона Гуггенхайма в Нью-Йорке. В 2016 году она также участвовала в выставке «Dansaekhwa and Minimalism Exhibition» в Blum & Poe, Лос-Анджелес, а ранее в том же году - в выставке «Aspects of Minimalism: Selections from East End Collections» в музее Guild Hall в Ист-Хамптоне, Нью-Йорк.
Она также была представлена на выставке „«Making Space: Women Artists and Postwar Abstraction» в Музее современного искусства в Мидтауне, Нью-Йорк, которая пролила свет на женщин-художников, работавших после Второй мировой войны и до начала феминистского движения. Выставка проходила с апреля 2017 года по август 2017 года, на ней были представлены Ли Краснер, Хелен Франкенталер и Джоан Митчелл, Лижия Кларк, Гего, Магдалена Абаканович, Луиза Буржуа и Ева Гессе.

## Коллекции
Работы А. Мартин находятся в крупнейших государственных коллекциях США, включая Музей искусств Нью-Мексико, Санта-Фе, штат Нью-Мексико; Художественная галерея Олбрайт-Кнокс, Буффало, штат Нью-Йорк; Фонд Чинати, Марфа, штат Техас; Музей Хиршхорна и Сад скульптур, Смитсоновский институт, Вашингтон, округ Колумбия; Музей современного искусства Лос-Анджелеса; Коллекция Менила, Хьюстон, штат Техас; Музей Метрополитен, Нью-Йорк; Музей современного искусства, Нью-Йорк; Национальная галерея искусств, Вашингтон, округ Колумбия; Музей искусств Нельсона-Аткинса, Канзас-Сити; Музей современного искусства Сан-Франциско; Музей Соломона Гуггенхайма, Нью-Йорк; Музей искусств Уодсворт Атенеум, Хартфорд; Центр искусств Уокера, Миннеаполис; Музей американского искусства Уитни, Нью-Йорк; Центр искусств Де-Мойна, Де-Мойн, штат Айова и др. Её работы находятся на «долгосрочной выставке» и являются частью постоянного фонда Dia Art Foundation, Бикон, Нью-Йорк.
Международные коллекции работ А. Мартин включают Тейт в Лондоне и Кунстхалле «Magasin III», Стокгольм, Швеция.

## Наследие
А. Мартин стала источником вдохновения для молодых художников, от Евы Гессе до Эллен Галлахер.
В 1994 году Харвудский художественный музей в Таосе, входящий в состав Университета Нью-Мексико, объявил, что отремонтирует свое здание, построенное в стиле пуэбло, и посвятит одно крыло работам А. Мартин. Галерея была спроектирована в соответствии с пожеланиями художника, чтобы вместить подаренные А. Мартин семь больших картин без названия, выполненных в 1993-1994 годах. Архитектурная фирма из Альбукерке, Kells & Craig, спроектировала восьмиугольную галерею с окулюсом, установленным над головой, и четырьмя желтыми скамейками Дональда Джадда, размещенными прямо под окулюсом. Дарение картин, дизайн и строительство галереи были согласованы и контролировались Робертом М. Эллисом, директором Харвудского художественного музея в то время и близким другом А. Мартин.

## Фильмы о Агнес Мартин
- 2000: Thomas Luechinger: On a Clear Day – Agnes Martin[59]. Документальный фильм, 52 минуты.
- 2002: Mary Lance: Agnes Martin: With my Back to the World[60].  Документальный фильм, 57 минут.
- 2002/2016 (переиздание): Leon d'Avigdor: Agnes Martin: Between the Lines[61]. Документальный фильм, 60 минут.
- 2016: Kathleen Brennan and Jina Brenneman: Agnes Martin Before the Grid. Документальный фильм, 56 минут.

## Аукционы
В 2007 году картина А. Мартин «Loving Love» (2000) была продана за $2,95 млн на аукционе Christie's в Нью-Йорке. В 2015 году «Untitled #7» (1984), белая акриловая картина с геометрическими карандашными линиями, была продана за $4,2 млн на аукционе Phillips в Нью-Йорке. В 2016 году её «Orange Grove» была продана на аукционе за $13,7 млн, в том же году в Гуггенхайме прошла ретроспектива её работ.

## В популярной культуре
Композитор Джон Зорн написал песню Redbird (1995), вдохновленный и посвященный А. Мартин.
Венди Бекетт в своей книге «Американские шедевры» сказала о Мартин: «Агнес Мартин часто говорит о радости; она видит ее как желаемое условие всей жизни. Кто может с ней не согласиться?... Никто из тех, кто серьезно провел время перед работами Агнес Мартин, позволяя ее миру передать себя, получая ее необъяснимое и невыразимое счастье, никогда не был разочарован. Работа поражает не только своей деликатностью, но и своей энергией, и эта сила и визуальный интерес - то, что должно быть пережито».
В стихотворении поэта Хью Бем-Стейнберга «Gridding, after some sentences by Agnes Martin» обсуждаются узоры в мире природы, проводится параллель между письмом и живописью, а заканчивается стихотворение строкой о восхищении поэта работами А. Мартин.
Её работы послужили вдохновением для создания дудла Google в 102-ю годовщину её рождения 22 марта 2014 года. В дудле использованы цветовые подсказки из поздних работ Агнес Мартин, которые отличаются мягкими краями, приглушенными цветами и четко выраженными горизонтальными полосами, переходящими в шесть вертикальных полос, по одной на каждую букву логотипа Google.

## Признание
- 1992 — премия Оскара Кокошки.
- 1997 — Золотой лев Венецианской биеннале за вклад в искусство.
- 1997 — В Харвудском художественном музее[англ.] была открыта галерея Агнес Мартин (персональный зал восьмиугольной формы).
- 1998 — Национальная медаль США в области искусств.